# Păniceni
Păniceni – wieś w Rumunii, w okręgu Kluż, w gminie Căpușu Mare. W 2011 roku liczyła 286 mieszkańców.